# Пухначёв, Василий Михайлович
Василий Михайлович Пухначев (1 (14) января 1910 года, с. Волчно-Бурлинское, Томская губерния — 14 октября 1982 года, Новосибирск) — советский поэт, поэт-песенник, писатель.

## Биография
Родился в семье учителя, отец, Михаил Кузьмич, окончил Томскую учительскую семинарию (возможно, Томский учительский институт), работал сельским учителем, заведовал школой. Мама — Мария Фоминична (в девичестве — Побожий). В доме пели, играли на музыкальных инструментах, устраивали семейные концерты, мама пела старинные сибирские песни. В годы Гражданской войны отец участвовал в партизанском движении.
В 1926 году окончил школу второй ступени с педагогическим уклоном в г. Камень-на-Оби, стал сельским учителем. Заведовал школами в алтайских деревнях и коммуне «Стенька Разин», а в 1929 году получил назначение инспектором политпросвета Каменского ОкРОНО. Участник коллективизации в Волчно-Бурлинском районе. В 1930 году назначен заведующим Кочковским РайОНО.
В ноябре 1931 года призван в Красную Армию, службу проходил на Дальнем Востоке, в Особой Краснознаменной Дальневосточной армии под командованием В. К. Блюхера. Редактировал полковую газету, в которой начался его путь писателя. В августе 1932 года демобилизован в звании «командир запаса РККА» и возвратился в Новосибирск.
Руководил рядом учреждений культуры, занимал должности заместителя председателя крайкома Союза работников искусств, председателя краевой Военно-шефской комиссии, работал в профессиональных союзах. Организовывал выезды артистических бригад в военные части, устраивал шефские спектакли и концерты, проводил смотры красноармейской художественной самодеятельности.
В конце 1939 года получил приглашение перейти на работу в политуправление Сибирского военного округа. В это время создавался ансамбль песни и пляски Округа, начальником которого стал Пухначёв, художественное руководство ансамблем принял композитор А. П. Новиков. 22 февраля 1940 года ансамбль дебютировал исполнением хоровой сюиты на слова Пухначёва и музыку Новикова.
С началом Великой Отечественной войны в ноябре 1941 года вместе с ансамблем прибыл в район Онежского озера, где разворачивался 2-й Прибалтийский фронт. Позже был направлен в политуправление фронта, где прослужил до конца войны. Победил в конкурсе на создание песни о героическом пути 1-й ударной армии фронта.
После окончания войны был демобилизован, работал начальником Новосибирского управления культуры.
С 1947 года на творческой работе. Среди сотрудничавших с ним композиторы В. Левашов, В. Мурадели, Т. Хренников, И. Дзержинский, Г. Иванов, А. Долуханян.
Похоронен на Заельцовском кладбище в Новосибирске (квартал 40).

## Награды
- орден Трудового Красного Знамени (29.12.1979)[3]
- орден Красной Звезды
- орден «Знак Почёта» (8.01.1970)
- медали

## Произведения

### Песни
Нас не испугаешь! композитор Андрей Новиков (ОГИЗ Новосибирское обл. Гос. издательство, 1942) 
Сибирская стрелковая композитор Андрей Новиков (ОГИЗ Новосибирское обл. Гос. издательство, 1942)
Запевайте все (Гос. Северный РНХ) композитор Новиков А. П.
Славься, женщина мира (Гос. Северный РНХ) композитор Новиков А. П.
Частушки, страдания и песня «Идет молодец» (ГОРНХ) композитор Пантюков Г., из вок.-хор.сюиты «Сибирское гулянье»
За околицей (Антонов Юрий) композитор Новиков А. П.
Кедринка (Антонов Юрий) композитор Новиков А. П.
Хороший совет (Семенкина Екатерина) композитор Кутузов Николай
Вот что значит любовь (Гос. Северный РНХ) композитор Новиков А. П.
Над Шушей сосны вековые (Гос. Северный РНХ) композитор Новиков А. П.
Поднимались седые бураны (Гос. Северный РНХ) композитор Новиков А. П.
Сестрица (Трошин Владимир) композитор Табачников Модест
Томский вальс (Розум Александр) композитор Мурадели Вано
Звали, звали Ванюшку («Воронежские девчата» вок.анс.) композиторы Заволокины А. и Г.
Я тебя, Москва, люблю (ГАРНХ им. Пятницкого) композитор  Валентин Левашов
Весной в Заречье (композитор Валентин Левашов, исполняет  Владимир Нечаев)
Здравица; Когда приходит весна (композитор В. Лавриненко)

## Семья
Жена Екатерина Александровна

Дети
Владислав (род 1939) — учёный в области механики, чл.-корр. РАН
Юрий (1941—2005) — журналист, популяризатор науки

## Память
На д. 11 по Серебренниковской улице Новосибирска со стороны улицы Каинская установлена мемориальная доска.